# Парламентарни избори у Италији 1948.
Парламентарни избори у Италији 1948. одржани су 18. априла.
Изборе је победила Хришћанска демократија (ДЦ), предвођена премијером Алчидем Де Гасперијем. Његова ДЦ је имала подршку од стране САД и нарочито од стране Ватикана и папе Пије XII који је отворено позвао католичке вернике да гласају за ДЦ и бацио анатему на странке левице.
Левичарска коалиција социјалиста и комуниста Народно демократски фронт била је заговорник ближих односа са СССР-ом и због тога ДЦ је постала главна странка италијанских антикомуниста и заговорник уласка у НАТО пакт, којем је Италија приступила 1949.

## Резултати
Избори нису одржани у Тршћанској провинцији јер је била под међународним протекторатом НАТО и ЈНА.

### Избори за Дом посланика
| Партија                                                                                           | Гласови    | %    | Мандати |
| ------------------------------------------------------------------------------------------------- | ---------- | ---- | ------- |
| Хришћанска демократија                                                                            | 12.741.299 | 48,5 | 305     |
| Народно демократски фронт - Италијанска комунистичка партија - Италијанска социјалистичка партија | 8.137.047  | 31,0 | 183     |
| Социјалистичко јединство                                                                          | 1.858.346  | 7,1  | 33      |
| Национални блок                                                                                   | 1.004.889  | 3,8  | 19      |
| Монархистичка национална партија                                                                  | 729.174    | 2,8  | 14      |
| Италијанска републиканска партија                                                                 | 652.477    | 2,5  | 9       |
| Италијански социјални покрет                                                                      | 526.670    | 2,0  | 6       |
| Народна партија Јужног Тирола                                                                     | 124.385    | 0,5  | 3       |
| Сељаци                                                                                            | 157.944    | 0,6  | 1       |
| Рибари                                                                                            | 157.944    | 0,6  | 1       |
| Oстали                                                                                            | 336.681    | 1,3  | 0       |
| Неважећи                                                                                          | 585.291    | –    | –       |
| укупно                                                                                            | 26.854.203 | 100  | 574     |
| Излазност                                                                                         | 29.117.554 | 92,2 | –       |
| Извор: Nohlen & Stöver                                                                            |            |      |         |

### Избори за Сенат
| Партија                                                                                           | Гласови    | %    | Мандати |
| ------------------------------------------------------------------------------------------------- | ---------- | ---- | ------- |
| Хришћанска демократија                                                                            | 10.899.640 | 48,1 | 131     |
| Народно демократски фронт - Италијанска комунистичка партија - Италијанска социјалистичка партија | 6.969.122  | 30,8 | 72      |
| Национални блок                                                                                   | 1.216.934  | 5,4  | 7       |
| Социјалистичко јединство                                                                          | 943.219    | 4,2  | 8       |
| Италијанска републиканска партија                                                                 | 594.178    | 2,6  | 4       |
| Монархистичка национална партија                                                                  | 415.624    | 1,8  | 4       |
| Италијански социјални покрет                                                                      | 164.092    | 0,7  | 1       |
| Народна партија Јужног Тирола                                                                     | 95.406     | 0,4  | 2       |
| УС-ПРИ                                                                                            | 786.753    | 3,5  | 4       |
| Италијанска либерална странка                                                                     | 786.753    | 3,5  | 3       |
| Рибари                                                                                            | 786.753    | 3,5  | 1       |
| Oстали                                                                                            | 572.322    | 2,5  | 0       |
| Неважећи                                                                                          | 1.185.629  | –    | –       |
| укупно                                                                                            | 23.842.919 | 100  | 237     |
| Излазност                                                                                         | 25.874.809 | 92,1 | –       |
| Извор: Nohlen & Stöver                                                                            |            |      |         |